# .dz
.dz је највиши Интернет домен државних кодова (ccTLD) за Алжир. Администриран је од стране Network Internet Center.DZ, субдивизије компаније CERIST (Centre de Recherche sur l'Information Scientifique et Technique). За пријаву .dz имена домена, мора да постоји организација са трајним боравком у Алжиру која мора да одабере име од којег су три или више слова повезана са именом организације. Тренутно, NIC.DZ наплаћује 1000 алжирских динара годишње.

## Другостепени домени
- .com.dz : комерцијални
- .org.dz : организације
- .net.dz : Интернет провајдери
- .gov.dz : влада
- .edu.dz : академски или научни
- .asso.dz : асоцијације
- .pol.dz : политичке институције
- .art.dz : култура и уметност